# Contea di Yao'an
La contea di Yao'an (姚安县S, Yáo'ān XiànP) è una contea della Cina, situata nella provincia di Yunnan e amministrata dalla prefettura autonoma yi di Chuxiong.